# Tumidocarcinus
Tumidocarcinus — викопний рід крабів вимерлої родини Tumidocarcinidae. Існував з кінця еоцену по міоцен (36-5,3 млн років тому). Викопні рештки знайдено в Новій Зеландії та Антарктиді.

## Види
- Tumidocarcinus dentatus (Glaessner 1960) — пізній олігоцен (27-25 млн років), Нова Зеландія[1]
- Tumidocarcinus foersteri (Aguirre-Urreta 1995) — пізній еоцен (37-34 млн років), Антарктида
- Tumidocarcinus giganteus (Glaessner 1960) — пізній міоцен (16-6 млн років), Нова Зеландія[1]
- Tumidocarcinus tumidus (Woodward 1876) — пізній олігоцен (27-25 млн років), Нова Зеландія[2]
- Tumidocarcinus victoriensis (Crespin 1947)